# Horst Borcherding
Horst Borcherding (Osnabrück, 8 ottobre 1930 – Osnabrück, 9 febbraio 2015) è stato un calciatore tedesco, di ruolo portiere.

## Carriera

### Nazionale
Ha ottenuto tre presenze nella nazionale della Saar.